# نهر كوماك (كاليدونيا الجديدة)
نهر كوماك هو نهر في كاليدونيا الجديدة. تبلغ مساحة مستجمعه المائي 258 كيلومترًا مربعًا. 